# Bob a 2014. évi téli olimpiai játékokon
A 2014. évi téli olimpiai játékokon a bob versenyszámait a Szanki bob- és szánkóközpontban, Krasznaja Poljanában rendezték február 16. és 23. között.
A férfiaknak kettő, a nőknek egy versenyszámban osztottak érmeket.

## Naptár
Az időpontok moszkvai idő szerint (UTC+4) és magyar idő szerint (UTC+1) is olvashatóak. A döntők kiemelt háttérrel voltak jelölve.
| Dátum       | Helyi idő   | Magyar idő  | Versenyszám                 |
| ----------- | ----------- | ----------- | --------------------------- |
| február 16. | 20:15–23:00 | 17:15–20:00 | férfi kettesbob, 1–2. futam |
| február 17. | 18:30–21:15 | 15:30–18:15 | férfi kettesbob, 3–4. futam |
| február 18. | 19:15–21:15 | 16:15–18:15 | női kettesbob, 1–2. futam   |
| február 19. | 20:15–22:15 | 17:15–19:15 | női kettesbob, 3–4. futam   |
| február 22. | 20:30–23:00 | 17:30–20:00 | férfi négyesbob, 1–2. futam |
| február 23. | 13:30–15:45 | 10:30–12:45 | férfi négyesbob, 3–4. futam |

## Éremtáblázat
(A rendező nemzet csapata eltérő háttérszínnel, az egyes számoszlopok legmagasabb értéke, vagy értékei vastagítással kiemelve.)

A táblázat már nem tartalmazza az orosz sportolóktól doppingvád miatt elvett érmeket.
| A 2014. évi téli olimpiai játékok éremtáblázata bobban | A 2014. évi téli olimpiai játékok éremtáblázata bobban | A 2014. évi téli olimpiai játékok éremtáblázata bobban | A 2014. évi téli olimpiai játékok éremtáblázata bobban | A 2014. évi téli olimpiai játékok éremtáblázata bobban | Olimpia  |
| ------------------------------------------------------ | ------------------------------------------------------ | ------------------------------------------------------ | ------------------------------------------------------ | ------------------------------------------------------ | -------- |
|                                                        | Ország                                                 | Arany                                                  | Ezüst                                                  | Bronz                                                  | Összesen |
| 1.                                                     | Kanada (CAN)                                           | 1                                                      | 0                                                      | 0                                                      | 1        |
|                                                        |                                                        |                                                        |                                                        |                                                        |          |
| 2.                                                     | Egyesült Államok (USA)                                 | 0                                                      | 1                                                      | 3                                                      | 4        |
| 3.                                                     | Lettország (LAT)                                       | 0                                                      | 1                                                      | 0                                                      | 1        |
| 3.                                                     | Svájc (SUI)                                            | 0                                                      | 1                                                      | 0                                                      | 1        |
|                                                        |                                                        |                                                        |                                                        |                                                        |          |
| Összesen                                               | Összesen                                               | 1                                                      | 3                                                      | 3                                                      | 7        |

## Érmesek
2017. november 24-én a férfi kettes és a férfi négyes bob aranyérmes orosz válogatottjaitól doppingvád miatt elvették az aranyérmet.
| A 2014. évi téli olimpiai játékok érmesei bobban |                                                  |         |                                                                                           |         |                                                                                                 |         |
| Versenyszám                                      | Arany                                            | Arany   | Ezüst                                                                                     | Ezüst   | Bronz                                                                                           | Bronz   |
| Férfi kettes                                     | visszavonva                                      |         | Svájc (SUI) · Beat Hefti · Alex Baumann                                                   | 3:46,05 | Egyesült Államok (USA) · Steven Holcomb · Steven Langton                                        | 3:46,27 |
| Férfi négyes                                     | visszavonva                                      |         | Lettország (LAT) · Oskars Melbārdis · Arvis Vilkaste · Daumants Dreiškens · Jānis Strenga | 3:40,69 | Egyesült Államok (USA) · Steven Holcomb · Steven Langton · Curtis Tomasevicz · Christopher Fogt | 3:40,99 |
| Női kettes                                       | Kanada (CAN) · Kaillie Humphries · Heather Moyse | 3:50,61 | Egyesült Államok (USA) · Elana Meyers · Lauryn Williams                                   | 3:50,71 | Egyesült Államok (USA) · Jamie Greubel · Aja Evans                                              | 3:51,61 |